# 交口河镇
交口河镇，是中华人民共和国陕西省延安市洛川县下辖的一个乡镇级行政单位。

## 行政区划
交口河镇下辖以下地区：
桐树底社区、交口河村、水渭村、高家河村、岭前村、崾岘河村、弥家河村、老河湾村、杨庄河村、桥头川村、枣园村、李家湾村、吉家河村、裴家河村、京兆村、常家塬村、伏益村、焦家圪崂村、活乐村、东坡村、上坪村、来往村、小桌村、林台村、崾岘村、塬畔村、南安善村、北安善村和三琢洼村。